# Andrius Kubilius
Andrius Kubilius, född 8 december 1956 i Lietuva, är partiledare för det litauiska partiet Fosterlandsförbundet - Litauiska kristdemokrater. Han var Litauens premiärminister från 3 november 1999 till 26 oktober 2000 och igen från 9 december 2008 till 13 december 2012.
Litauens president Valdas Adamkus bad, efter parlamentsvalet i oktober 2008, Kubilius att bilda en koalitionsregering tillsammans med tre mindre samarbetspartier. De fyra partierna erövrade i valet sammanlagt 80 av de 141 platserna i parlamentet.
Kubilius har varit ledamot av Europaparlamentet sedan 2019 och är numera ordförande för delegationen till den parlamentariska församlingen Euronest. Han är dessutom ledamot i delegationsordförandekonferensen, utskottet för utrikesfrågor, utskottet för industrifrågor, forskning och energi och delegationen till den parlamentariska samarbetskommittén EU–Ukraina. Han är även suppleant i delegationen till den parlamentariska samarbetskommittén EU-Ryssland och delegationen för förbindelserna med Israel.
Han är sedan 2024 EU-kommissionär med ansvar för försvar och rymd.